# 溫哥華巨人

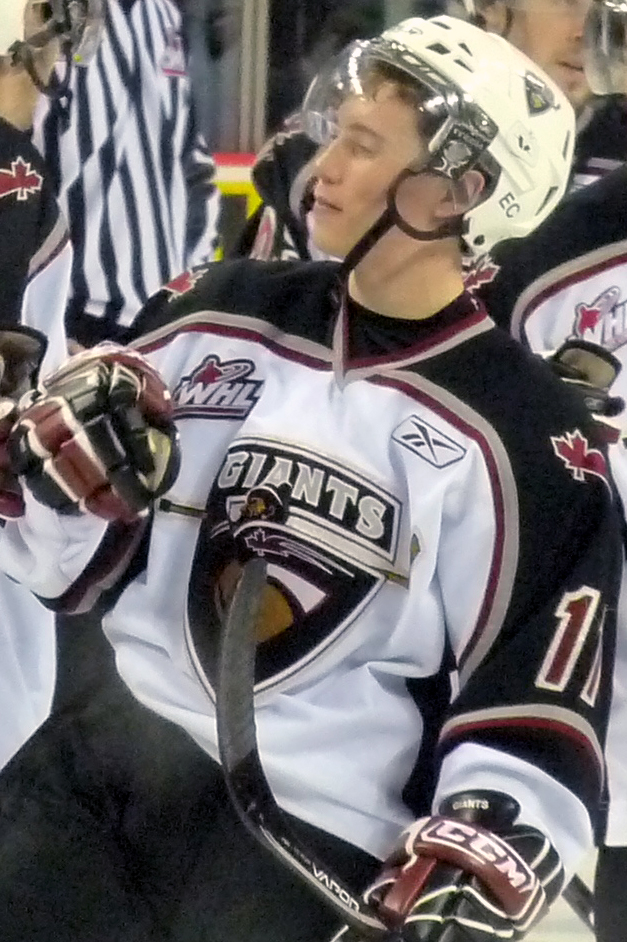
溫哥華巨人的射手布倫丹·加拉格（现效力于滿地可國民）

溫哥華巨人（英語：Vancouver Giants）是加拿大溫哥華的青年冰球隊，目前参与加拿大冰球聯賽西部冰球聯賽。
溫哥華巨人創立於2001年，以溫哥華加人的舊主場太平洋競技場作主场。成立至今，贏得5次不列顛哥倫比亞分區冠軍、2次西部賽區冠軍、1次西部冰球聯賽冠軍和1次加拿大冰球聯賽冠軍。

## 網頁
- 溫哥華巨人主頁 （页面存档备份，存于）